# クンレ・オドゥンラミ
クンレ・オドゥンラミ（Kunle Ebenezer Odunlami、1991年3月5日 - ）は、ナイジェリアの元サッカー選手。元ナイジェリア代表。ポジションはディフェンダー。

## 来歴
2013年にナイジェリア代表でデビュー。出場機会は無かったが、2014 FIFAワールドカップのメンバーにも選ばれた。ナイジェリア代表として通算12試合に出場した。

## 代表歴

### 出場大会
- ナイジェリア代表
  - 2014 FIFAワールドカップ

### 試合数
- 国際Aマッチ 12試合 0得点（2013年-2014年）[1]

| ナイジェリア代表 | 国際Aマッチ | 国際Aマッチ |
| 年               | 出場        | 得点        |
| ---------------- | ----------- | ----------- |
| 2013             | 2           | 0           |
| 2014             | 10          | 0           |
| 通算             | 12          | 0           |